# Cleonice Berardinelli
Cleonice Seroa da Mota Berardinelli (em grafia antiga Cleonice Serôa da Motta Berardinelli) ComSE • GCSE • ComIH • GCIH (Rio de Janeiro, 28 de agosto de 1916 — Rio de Janeiro, 31 de janeiro de 2023) foi uma professora universitária brasileira, especialista em literatura portuguesa. Foi a integrante mais longeva da Academia Brasileira de Letras, após o falecimento de Evaristo Moraes Filho.

## Biografia
Foi graduada em Letras Neolatinas pela Universidade de São Paulo (1938) e livre docente pela Universidade Federal do Rio de Janeiro (1959), com uma dissertação intitulada Poesia e Poética de Fernando Pessoa.
Especialista em Camões e Fernando Pessoa, foi professora emérita da Universidade Federal do Rio de Janeiro e da Pontifícia Universidade Católica do Rio de Janeiro, pesquisadora 1-C do Conselho Nacional de Desenvolvimento Científico e Tecnológico, consultora ad hoc da Coordenação de Aperfeiçoamento de Pessoal de Nível Superior (CAPES) e consultora ad hoc da Fundação Carlos Chagas Filho de Amparo à Pesquisa do Estado do Rio de Janeiro.
Em 21 de setembro de 1966, foi feita Comendadora da Ordem do Infante D. Henrique, de Portugal. Em 8 de junho de 2016, foi elevada a Grã-Cruz da mesma Ordem.
Foi acadêmica correspondente brasileira da Academia das Ciências de Lisboa, Classe de Letras, desde 27 de novembro de 1975.
Em 26 de novembro de 1987, foi feita Comendadora da Ordem Militar de Sant'Iago da Espada, de Portugal. Em 21 de julho de 2006, foi elevada a Grã-Cruz da mesma Ordem.
No dia 16 de dezembro de 2009, foi eleita para ocupar a cadeira de número 8 na Academia Brasileira de Letras.
Morreu em 31 de janeiro de 2023, aos 106 anos, no Rio de Janeiro.

## Obras selecionadas
- Estudos camonianos. Rio de Janeiro, Nova Fronteira, ed. revista e ampliada, 2000 (edição original: Rio de Janeiro, MEC - Departamento de Assuntos Culturais, 1973, com prefácio de Maximiano de Carvalho e Silva).
- Obras em prosa: Fernando Pessoa. Organização, introdução e notas de Cleonice Berardinelli. Rio de Janeiro, Nova Aguilar, 1986.
- A passagem das horas de Álvaro de Campos. Edição crítica de Cleonice Berardinelli. Nota prévia de Ivo Castro. Lisboa, Imprensa Nacional-Casa da Moeda, 1988.
- Poemas de Álvaro de Campos. Edição crítica de Cleonice Berardinelli. Lisboa, Imprensa Nacional-Casa da Moeda, 1990.
- Fernando Pessoa: outra vez te revejo... Rio de Janeiro, Lacerda, 2004.
- Fernando Pessoa: antologia poética, Editora Casa da Palavra, 2012.